# فيافرانكا دي إبرو
بلدية فيافرانكا دي إبرو (بالإسبانية: Villafranca de Ebro) هي بلدية تقع في مقاطعة سرقسطة التابعة لمنطقة أراغون شمال شرق إسبانيا.

## الديموغرافيا
بلغ عدد سكان بلدية فيافرانكا دي إبرو 837 نسمة عام 2011 (وفقاً للمعهد الوطني الإسباني للإحصاء).
| 688 | 681 | 708 | 734 | 735 | 777 | 837 |